# Markus Güntner
Markus Güntner (* 15. April 1981 in Regensburg) ist ein deutscher DJ und Musiker. Seine Werke sind weitestgehend dem Microhouse und Ambient zuzuordnen.

## Leben
Mit 13 Jahren entdeckte Güntner die elektronische Musik für sich und begann kurz darauf mit der Tätigkeit als DJ. Mit 15 Jahren hatte er seinen ersten öffentlichen Auftritt als DJ.
2000 erschien seine erste Single Regensburg, im Jahr darauf folgte das Debütalbum In Moll. Sein größter Erfolg war ein Remix von Talk Talks Such a Shame. Daneben produzierte er zahlreiche Alben, EPs und Remixe. Ebenso ist er regelmäßig auf verschiedenen Compilations vertreten. Seine Werke erschienen auf Labels wie Ware, Kompakt, Festplatten und Cleansuite Records.

## Diskographie (Auswahl)

### Alben
- 2001: In Moll (Kompakt)
- 2003: Audio Island (Ware)
- 2005: 1981 (Kompakt)
- 2006: Lovely Society (Ware)
- 2009: Doppelgaenger (Sending Orbs)
- 2011: Crystal Castle (Affin)
- 2013: Shadows Of The City (Moodgadget)
- 2015: Theia (A Strangely Isolated Place)
- 2018: Empire (A Strangely Isolated Place)

### Singles & EPs
- 2000: Regensburg (Kompakt)
- 2001: Äpfel Und Birnen (Festplatten)
- 2001: Re-form / Seven Days / Skyline (Ware)
- 2002: Forget Sandra (Ware)
- 2002: Regensburg (Remix) (Kompakt)
- 2003: Such a Shame Remixes (Ware)
- 2004: Detective Stories (Ware)
- 2005: Everybody (Spring Records)
- 2005: Options (Ware)
- 2005: 1981 (Kompakt)
- 2007: Monument E.P. (Modulator)
- 2012: Talking Clouds (A Strangely Isolated Place)